# Slaget vid Neuensund
Slaget vid Neuensund var ett fältslag under pommerska kriget som stod mellan svenska och preussiska styrkor vid Neuensund den 18 september 1761. Den svenska styrkan under ledning av Jacob Magnus Sprengtporten lyckades besegra de preussiska styrkorna under befäl av Wilhelm Sebastian von Belling.
Jacob Magnus halvbror, Göran Magnus Sprengtporten deltog också i slaget och blev sårad.